# V.O. Maïdan
Pour les articles homonymes, voir Union panukrainienne.
L'Association panukrainienne Maidan (en ukrainien : Всеукраї́нське об'є́днання «Майдан», parfois abrégé en VO Maïdan, ВО «Майдан»), est un parti politique ukrainien. 
Fondé le 22 décembre 2013, elle regroupe un ensemble de partis et de non affiliés dans le cadre des manifestations anti-gouvernementales.

## Organisation
La composition du Conseil : Taras Boïko, Andrii Dzindzia, Oleksiy Haran, Vassyl Hatsko, Ihor Jdanov, Andriy Illyenko, Irena Karpa, Serhiy Kvit, Viatcheslav Kyrylenko, Ihor Koliuchko, Vitali Klitschko, Rouslan Kochoulynsky, Ivan Kroulko, Rouslana Lyjychko, Ihor Loutsenko, Iouri Loutsenko, Maria Matios, Andri Mokhnyk, Valeriy Patskan, Oleh Ossoukhovsky, Andriy Paroubiy, Sashko Polojynsky, Petro Porochenko, Vitaly Portnikov, Serhiy Rakhmanin, Iehor Soboliev, Serhiy Soboliev, Oleksandr Souchko, Viktoria Sioumar, Borys Tarassiouk, Ioulia Tymochenko, Oleksandr Tourtchynov, Oleh Tyahnybok, Valeriy Tchaly, Refat Tchoubarov, Viktor Tchoumak, Zorian Chkiriak, Yelyzabeta Chtchepetilnikova et Arseni Iatseniouk.